# Айтен Рзакулієва
Айтен Ельбек кизи Рзакулієва (нар.. 1966, Баку) — азербайджанська художниця, донька народного художника Азербайджану Ельбека Рзакулієва.

## Життєпис
Закінчила художнє училище ім. А. Азім-заде (1986) і Азербайджанський державний університет культури і мистецтв (1992).
Айтен Закулієва викладає в Азербайджанській державній академії мистецтв та університеті культури і мистецтв. Вона працює на посаді завідувачки кафедри «Малюнок і Живопис» Азербайджанського державного університету культури і мистецтв. Член Спілки художників Азербайджану (1997).
Роботи художницы часто експонуються на виставках. Айтен Рзакулієва також продає свої картини для допомоги дітям.

## Творчість
Також входить до складу творчої групи «Лабіринт», що займає важливе місце серед азербайджанських художників-«восьмидесятників»
Основні виставки
- 1988 — Дні культури Азербайджану в Москві, ЦБХ,
- 1989 — виставка азербайджанських художників в Абу-Дабі,
- 1989 — «Сучасне мистецтво» Авіньйон (Франція),
- 1990—2000 — міжнародний симпозіум мистецтв, Баку (Азербайджан),
- 1990 — Азербайджанське мистецтво, Туніс (Алжир),
- 1993 — виставка азербайджанських художників, галерея «Хагельштам» Гельсінкі (Фінляндія),
- 1993 — 3-й фестиваль мистецтв, Стамбул, Туреччина,
- 1994 — виставка молодих турецьких і азербайджанських художників, Стамбул (Туреччина),
- 1996 — 1-й міжнародний бієнале сучасного мистецтва, Тбілісі (Грузія),
- 1997—2000 — виставки групи «Лабіринт» Баку (Азербайджан),
- 1999 — «Арт Манеж» Москва (Росія),
- 2004 — «Джаз і живопис», Баку (Азербайджан),
- 2007 — персональна виставка, Баку (Азербайджан),
- 2007 — проект «Вогонь» у складі групи «Лабіринт» 52-й Венеціанський Бієнале мистецтв, павільйон Азербайджану, Венеція, Італія,
- 2010—2013 — міжнародна виставка мистецтв, Гебеле (Азербайджан),
- 2012 — персональна виставка, Всесвітня академія мистецтв, Баку (Азербайджан),
- 2013 — персональна виставка, Софія (Болгарія),
- 2013 — персональна виставка, Берлін (Німеччина),
- 2017 — персональна виставка в галереї Порт Баку.

На думку критика Н. Самедової,

Айтен Рзакулієва прагне відобразити як би випадковий, фрагментарний аспект життя, гостру характерність образу персонажа, злитість людей з оточуючим їх природним середовищем. Вона пише картини, присвячені людині в його буденному стані і навколишнього людини світу речей, розміщених в реальному побутовому середовищі, композиційно організованих в єдину групу